# Papa Gueye
Papa Gueye (Dakar, 7 giugno 1984) è un ex calciatore senegalese, di ruolo difensore.

## Caratteristiche tecniche
È un difensore centrale.

## Carriera
Esordisce in patria nell'AS Douanes, con cui conquista la Coppa del Senegal, prima di trasferirsi in Ucraina per giocare nelle file del Volyn'.
In seguito a buone prestazioni, viene acquistato dal Metalist, in cui diventa presto titolare e si rafforza nel suo ruolo di difensore centrale.
Riesce ad andare a segno sia in campionato che in Europa League, manifestazione in cui ha dato un significativo contributo al raggiungimento dei quarti di finale nella stagione 2011-2012.
È considerato uno dei migliori difensori del campionato ucraino.
Nel 2015, dopo 9 anni al Metalist raggiunge il suo ex allenatore Myron Markevyč al Dnipro. Sceglie la maglia numero (simbolo) 30.

### Nazionale
Nel 2010 quando il suo allenatore al Metalist, Myron Markevych, è andato anche alla guida della nazionale ucraina ha parlato di lui come di un possibile naturalizzato.
Tuttavia nel 2012 viene convocato dalla nazionale di calcio del Senegal facendo anche il suo esordio ufficiale.

## Statistiche

### Presenze e reti nei club
Statistiche aggiornate al 28 settembre 2018
| Stagione          | Squadra           | Campionato        | Campionato | Campionato | Coppe Nazionali | Coppe Nazionali | Coppe Nazionali | Coppe Continentali | Coppe Continentali | Coppe Continentali | Altre coppe | Altre coppe | Altre coppe | Totale | Totale |
| Stagione          | Squadra           | Comp              | Pres       | Reti       | Comp            | Pres            | Reti            | Comp               | Pres               | Reti               | Comp        | Pres        | Reti        | Pres   | Reti   |
| ----------------- | ----------------- | ----------------- | ---------- | ---------- | --------------- | --------------- | --------------- | ------------------ | ------------------ | ------------------ | ----------- | ----------- | ----------- | ------ | ------ |
| 2002–2004         | AS Douanes        | CS                | ?          | ?          | CS              | ?               | ?               |                    | ?                  | ?                  |             | ?           | ?           | ?      | ?      |
| Totale AS Douanes | Totale AS Douanes | Totale AS Douanes | ?          | ?          |                 | ?               | ?               |                    | ?                  | ?                  |             | ?           | ?           | ?      | ?      |
| 2004-2005         | Volyn'            | VL                | 12         | 0          | CU              | 0               | 0               | -                  | -                  | -                  | -           | -           | -           | 12     | 0      |
| 2005-2006         | Volyn'            | VL                | 15         | 0          | CU              | 0               | 0               | -                  | -                  | -                  | -           | -           | -           | 15     | 0      |
| Totale Volyn      | Totale Volyn      | Totale Volyn      | 27         | 0          |                 | 0               | 0               |                    | 0                  | 0                  |             | 0           | 0           | 27     | 0      |
| 2006-2007         | Metalist          | VL                | 23         | 1          | CU              | 0               | 0               | CU                 | 0                  | 0                  | -           | -           | -           | 23     | 1      |
| 2007-2008         | Metalist          | VL                | 29         | 0          | CU              | 1               | 0               | CU                 | 2                  | 0                  | -           | -           | -           | 32     | 0      |
| 2008-2009         | Metalist          | PL                | 25         | 0          | CU              | 3               | 0               | CU                 | 10                 | 0                  | -           | -           | -           | 38     | 0      |
| 2009-2010         | Metalist          | PL                | 30         | 2          | CU              | 1               | 0               | UEL                | 4                  | 1                  | -           | -           | -           | 35     | 3      |
| 2010-2011         | Metalist          | PL                | 20         | 1          | CU              | 0               | 0               | UEL                | 8                  | 0                  | -           | -           | -           | 28     | 1      |
| 2011-2012         | Metalist          | PL                | 24         | 0          | CU              | 0               | 0               | UEL                | 13                 | 2                  | -           | -           | -           | 37     | 2      |
| 2012-2013         | Metalist          | PL                | 25         | 0          | CU              | 0               | 0               | UEL                | 10                 | 0                  | -           | -           | -           | 35     | 0      |
| 2012-2013         | Metalist          | PL                | 29         | 0          | CU              | 3               | 0               | UEL                | 2                  | 0                  | -           | -           | -           | 34     | 0      |
| 2014-mar.2015     | Metalist          | PL                | 5          | 0          | CU              | 2               | 0               | UEL                | 5                  | 0                  | -           | -           | -           | 12     | 0      |
| Totale Metalist   | Totale Metalist   | Totale Metalist   | 210        | 4          |                 | 10              | 0               |                    | 54                 | 3                  |             | 0           | 0           | 271    | 7      |
| mar.-giu. 2015    | Dnipro            | PL                | 10         | 0          | CU              | 2               | 0               | -                  | -                  | -                  | -           | -           | -           | 12     | 0      |
| 2015-2016         | Dnipro            | PL                | 22         | 0          | CU              | 5               | 0               | UEL                | 6                  | 0                  | 0           | -           | -           | 33     | 0      |
| Totale Dnipro     | Totale Dnipro     | Totale Dnipro     | 32         | 0          |                 | 7               | 0               |                    | 6                  | 0                  |             | 0           | 0           | 45     | 0      |
| 2016-feb.2017     | Rostov            | PL                | 4          | 0          | CR              | 1               | 0               | UCL+UEL            | 0+0                | -                  | -           | -           |             | 5      | 0      |
| feb.-giu. 2017    | Aqtöbe            | PL                | 9          | 0          | CK              | 1               | 0               | -                  | -                  | -                  | -           | -           | -           | 10     | 0      |
| Totale Carriera   | Totale Carriera   | Totale Carriera   | 282        | 4          |                 | 19              | 0               |                    | 54                 | 3                  |             | 0           | 0           | 360    | 7      |

### Cronologia presenze e reti in nazionale
| Cronologia completa delle presenze e delle reti in nazionale ― Senegal | Cronologia completa delle presenze e delle reti in nazionale ― Senegal | Cronologia completa delle presenze e delle reti in nazionale ― Senegal | Cronologia completa delle presenze e delle reti in nazionale ― Senegal | Cronologia completa delle presenze e delle reti in nazionale ― Senegal | Cronologia completa delle presenze e delle reti in nazionale ― Senegal | Cronologia completa delle presenze e delle reti in nazionale ― Senegal | Cronologia completa delle presenze e delle reti in nazionale ― Senegal |
| Data                                                                   | Città                                                                  | In casa                                                                | Risultato                                                              | Ospiti                                                                 | Competizione                                                           | Reti                                                                   | Note                                                                   |
| ---------------------------------------------------------------------- | ---------------------------------------------------------------------- | ---------------------------------------------------------------------- | ---------------------------------------------------------------------- | ---------------------------------------------------------------------- | ---------------------------------------------------------------------- | ---------------------------------------------------------------------- | ---------------------------------------------------------------------- |
| 29-2-2012                                                              | Durban                                                                 | Sudafrica                                                              | 0 – 0                                                                  | Senegal                                                                | Amichevole                                                             | -                                                                      |                                                                        |
| 25-5-2012                                                              | Marrakech                                                              | Marocco                                                                | 0 – 1                                                                  | Senegal                                                                | Amichevole                                                             | -                                                                      |                                                                        |
| 2-6-2012                                                               | Dakar                                                                  | Senegal                                                                | 3 – 1                                                                  | Liberia                                                                | Qual. Mondiali 2014                                                    | -                                                                      |                                                                        |
| 9-6-2012                                                               | Kampala                                                                | Uganda                                                                 | 1 – 1                                                                  | Senegal                                                                | Qual. Mondiali 2014                                                    | -                                                                      |                                                                        |
| 8-9-2012                                                               | Abidjan                                                                | Costa d'Avorio                                                         | 4 – 2                                                                  | Senegal                                                                | Qual. Coppa d'Africa 2013                                              | -                                                                      |                                                                        |
| Totale                                                                 |                                                                        | Presenze                                                               | 5                                                                      |                                                                        | Reti                                                                   | 0                                                                      |                                                                        |

| Cronologia completa delle presenze e delle reti in nazionale ― Senegal Olimpica | Cronologia completa delle presenze e delle reti in nazionale ― Senegal Olimpica | Cronologia completa delle presenze e delle reti in nazionale ― Senegal Olimpica | Cronologia completa delle presenze e delle reti in nazionale ― Senegal Olimpica | Cronologia completa delle presenze e delle reti in nazionale ― Senegal Olimpica | Cronologia completa delle presenze e delle reti in nazionale ― Senegal Olimpica | Cronologia completa delle presenze e delle reti in nazionale ― Senegal Olimpica | Cronologia completa delle presenze e delle reti in nazionale ― Senegal Olimpica |
| Data                                                                            | Città                                                                           | In casa                                                                         | Risultato                                                                       | Ospiti                                                                          | Competizione                                                                    | Reti                                                                            | Note                                                                            |
| ------------------------------------------------------------------------------- | ------------------------------------------------------------------------------- | ------------------------------------------------------------------------------- | ------------------------------------------------------------------------------- | ------------------------------------------------------------------------------- | ------------------------------------------------------------------------------- | ------------------------------------------------------------------------------- | ------------------------------------------------------------------------------- |
| 26-7-2012                                                                       | Manchester                                                                      | Regno Unito olimpica                                                            | 1 – 1                                                                           | Senegal olimpica                                                                | Olimpiadi 2012 - 1º turno                                                       | -                                                                               |                                                                                 |
| 29-7-2012                                                                       | Londra                                                                          | Senegal olimpica                                                                | 2 – 0                                                                           | Uruguay olimpica                                                                | Olimpiadi 2012 - 1º turno                                                       | -                                                                               |                                                                                 |
| 1-8-2012                                                                        | Coventry                                                                        | Senegal olimpica                                                                | 1 – 1                                                                           | Emirati Arabi Uniti olimpica                                                    | Olimpiadi 2012 - 1º turno                                                       | -                                                                               |                                                                                 |
| 4-8-2012                                                                        | Londra                                                                          | Messico olimpica                                                                | 4 – 2                                                                           | Senegal olimpica                                                                | Olimpiadi 2012 - Quarti di finale                                               | -                                                                               |                                                                                 |
| Totale                                                                          |                                                                                 | Presenze                                                                        | 4                                                                               |                                                                                 | Reti                                                                            | 0                                                                               |                                                                                 |